# Guernica (Buenos Aires)
Guernica is een plaats in het Argentijnse bestuurlijke gebied Presidente Perón in de provincie Buenos Aires. De plaats telt 52.529 inwoners.